# Tempesto
Tempesto est un parcours de montagnes russes lancées de modèle Sky Rocket II créé par Premier Rides et situé à Busch Gardens Williamsburg, en Virginie. L'attraction a ouvert le 25 avril 2015.

## Circuit
Après un départ lancé à 100 km/h, le train effectue un In-Line Twist à 45 mètres de hauteur lentement avant de descendre et d'effectuer un No-Inverted Loop avant de revenir en gare.

## Statistiques
- Éléments : Launch, In-Line Twist de 45 mètres, No-Inverted Loop.
- Train : 3 voitures par train, une voiture contient 3 rangées de 2 places soit 18 personnes par train.
- La taille minimum requise est de 1,37 mètre (54 pouces).